# Terry Winograd
Terry Allen Winograd (nació el 24 de febrero de 1946), profesor de Ciencias de la Computación en la Universidad de Stanford es conocido en el campo de la psicología e inteligencia artificial por su trabajo en el lenguaje natural usando el programa SHRDLU. 
SHRDLU fue escrito entre los años 1968 y 1970. La realización del programa, Winograd estaba preocupado con el problema de que un ordenador proporcionara "entendimiento" suficiente para el lenguaje natural. El programa podía aceptar comandos como, "Mueve el bloque azul", y realice la acción usando un simulador de brazo robótico. El programa podía responder verbalmente, por ejemplo, "No sé a lo que te refieres con bloque azul". El programa SHRDLU puede ser visto históricamente como un ejemplo clásico de la dificultad que tiene un programador para construir una memoria semántica del ordenador a mano y lo limitados o "frágiles" que son estos programas.
Recientemente, Winograd ha continuado colaborando en la investigación informática, incluyendo el uso de computación ubicua en trabajo colaborativo. Hoy en día, Winograd continua como investigador e impartiendo clases y seminarios en el departamento de Ciencias de Computación, en la universidad de Standford.

## Libros de Terry Winograd
- Winograd, Terry, with John Bennett, Laura De Young, and Bradley Hartfield (eds.), Bringing Design to Software , Reading, MA: Addison Wesley, 1996.

- Adler, Paul, and Terry Winograd (eds.), Usability: Turning Technologies into Tools, New York: Oxford University Press, 1992.

- Friedman, Batya and Terry Winograd (eds.), Computing and Social Responsibility: a Collection of Course Syllabi, Palo Alto: Computer Professionals for Social Responsibility, 1989.

- Winograd, Terry (ed.), Special issue of ACM Transactions on Office Information Systems 6:2 (April, 1988), on "A language/action perspective."

- Winograd, Terry and Fernando Flores, Understanding Computers and Cognition: A New Foundation for Design, (220 pp.) Norwood, NJ: Ablex, 1986. Paperback issued by Addison-Wesley, 1987.

- Winograd, Terry, Language as a Cognitive Process: Volume I: Syntax, (650 pp.) Reading MA: Addison-Wesley, 1983.

- Winograd, Terry, Understanding Natural Language, (191 pp.) New York: Academic Press, 1972. Also published in Cognitive Psychology, 3:1 (1972), pp. 1-191.